# Placówki dyplomatyczne i konsularne w Polsce: R
Stan na: 23 grudnia 2024

## Republika Środkowoafrykańska
Brak placówki obsługującej Polskę.

## Republika Zielonego Przylądka
Brak placówki – Polskę obsługuje Ambasada Republiki Zielonego Przylądka w Berlinie (Niemcy).

## Rosja

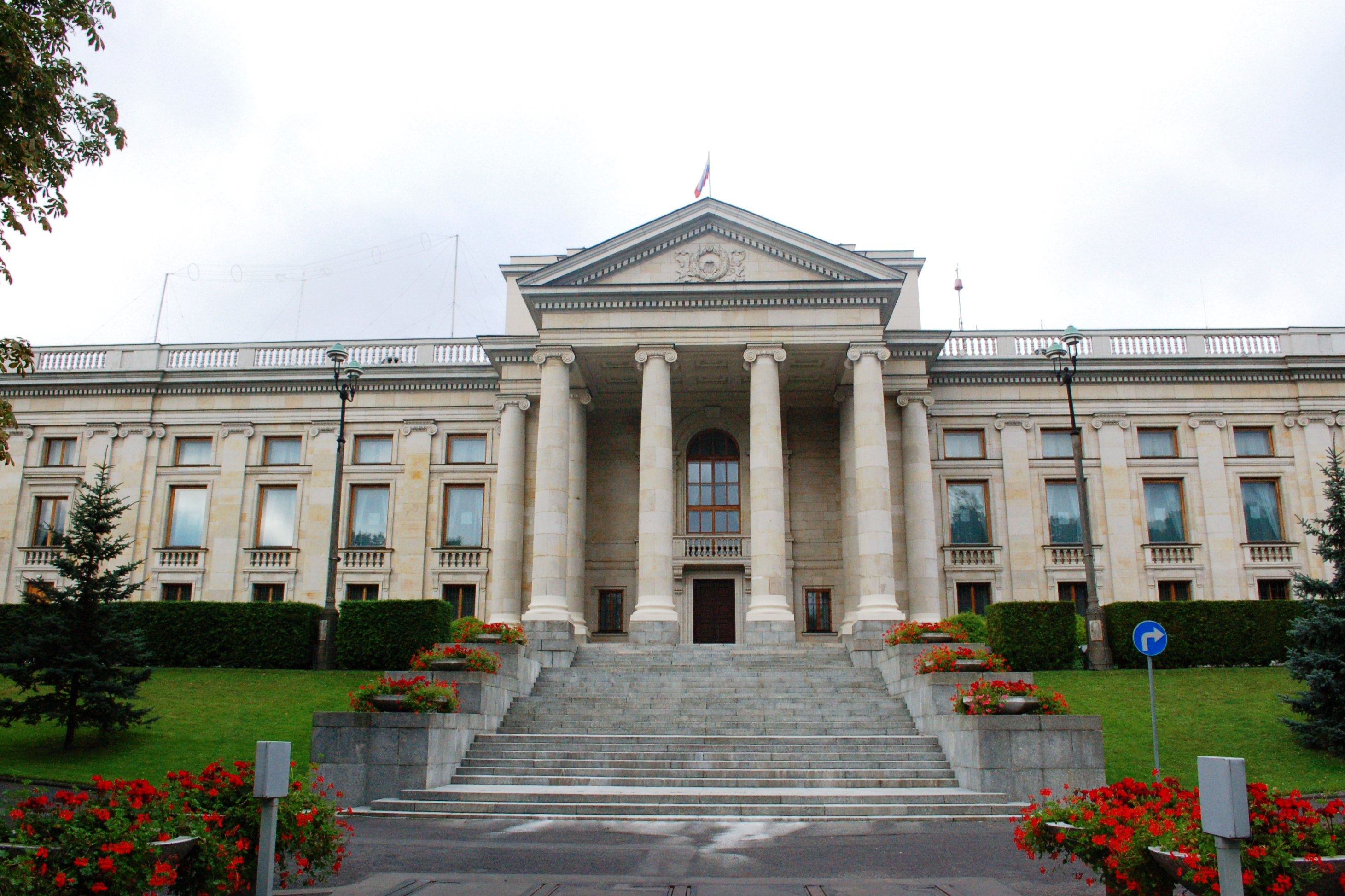
Gmach ambasady Rosji przy ulicy Belwederskiej w Warszawie

Ambasada Federacji Rosyjskiej w Warszawie
- szef placówki: Siergiej Andriejew (ambasador)
- Strona oficjalna

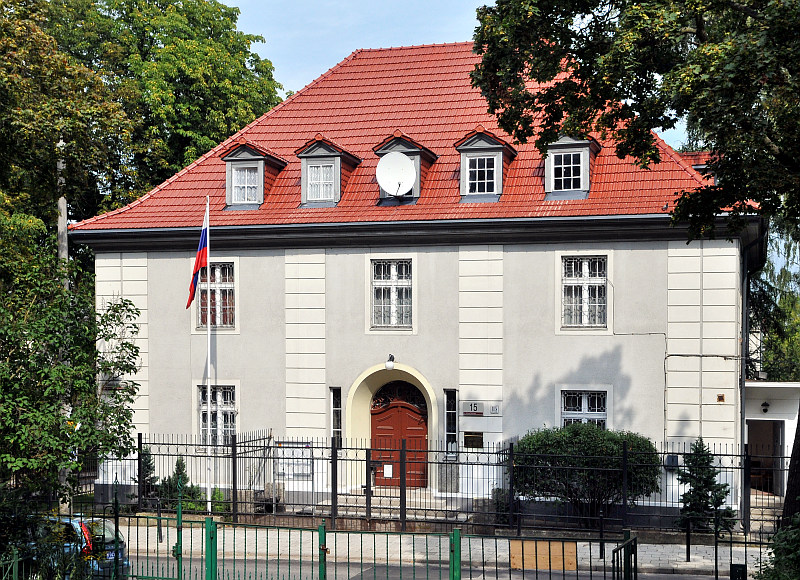
Konsulat Generalny Federacji Rosyjskiej w Gdańsku
- szef placówki: Siergiej Siemionow (konsul generalny)
- Strona oficjalna

Konsulat Generalny Federacji Rosyjskiej w Krakowie
- szef placówki: Siergiej Liniewicz (konsul generalny)
- Strona oficjalna

## Rumunia
Ambasada Rumunii w Warszawie

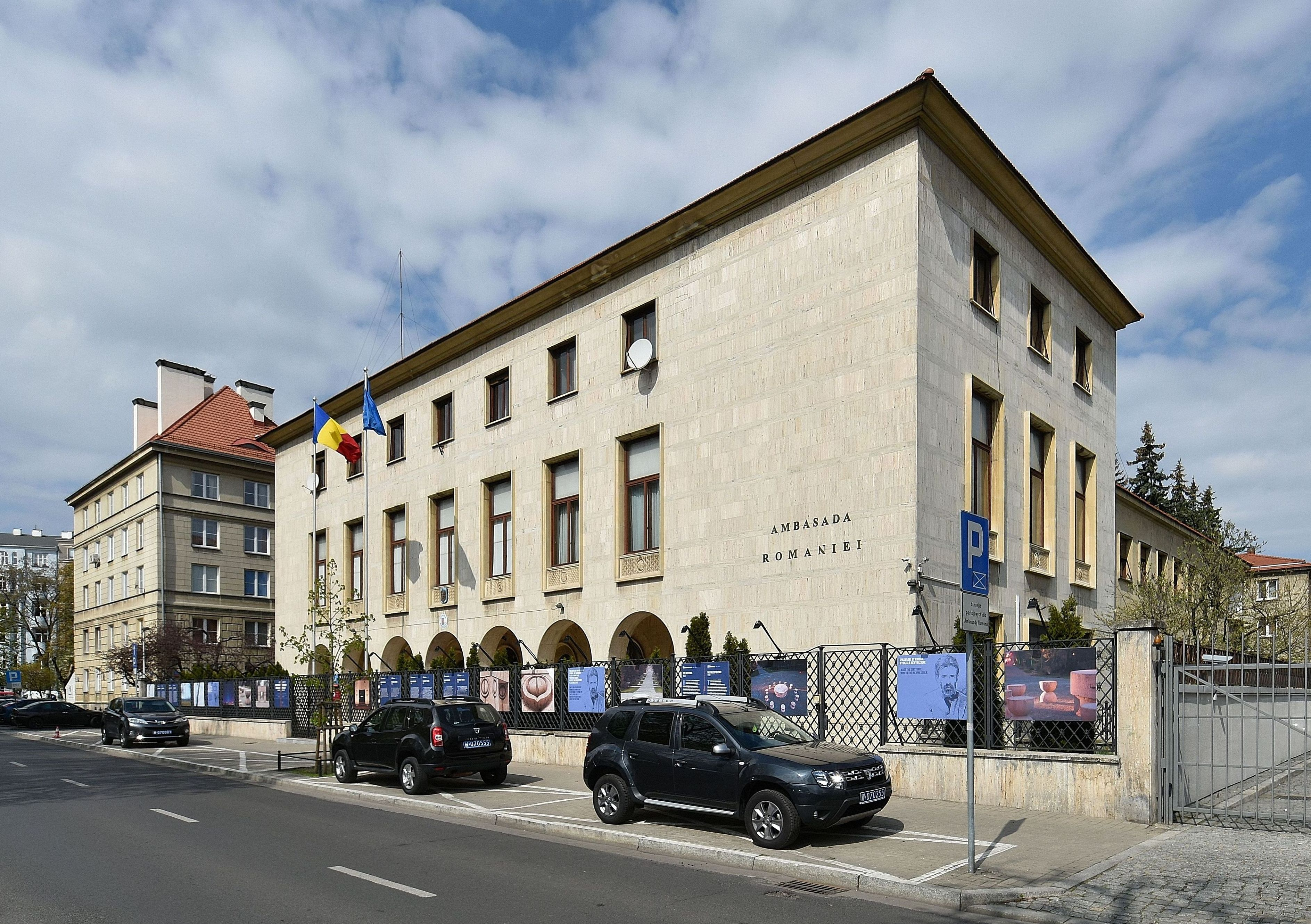
Ambasada Rumunii przy ulicy Fryderyka Chopina 10 w Warszawie

- szef placówki: Theodor Cosmin Onisii (ambasador)
- Strona oficjalna

Konsulat Honorowy Rumunii w Białymstoku
- szef placówki: Ewa Moroz-Ustymowicz (konsul honorowy)

Konsulat Honorowy Rumunii w Krakowie
- szef placówki: Ignat Timar (konsul honorowy)
- Strona oficjalna

## Rwanda

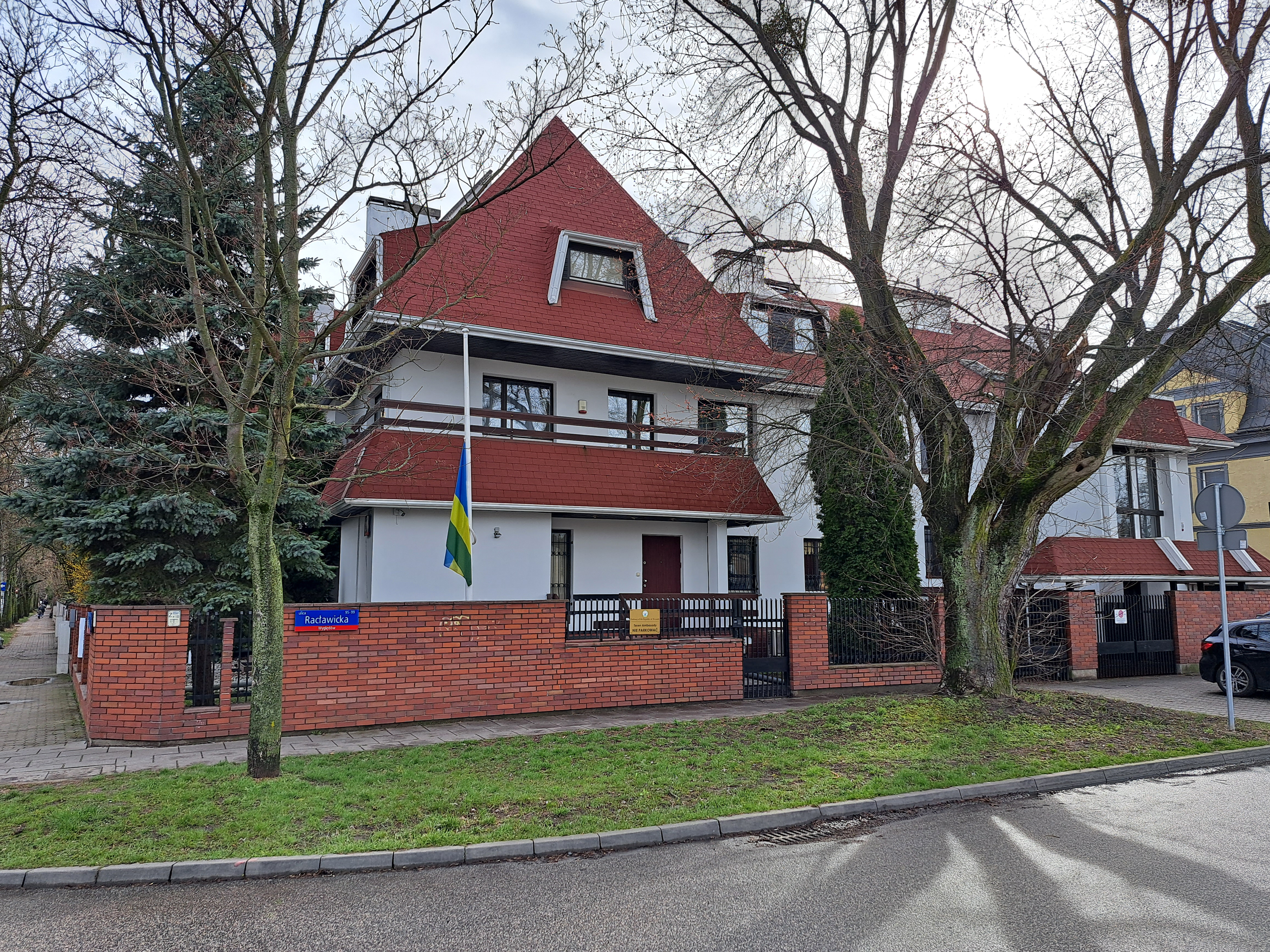
Siedziba ambasady Rwandy przy ul. Karwińskiej 21 w Warszawie

Ambasada Republiki Rwandy w Warszawie
- szef placówki: Anastase Shyaka (ambasador)
- Strona oficjalna